# Arcadia Hospital
Arcadia este cea mai mare rețea privată de sănătate din regiunea Moldovei, cu peste 40 de specialități medicale. Din 2010 până în prezent a deservit peste 450.000 de pacienți. Are o echipă de 250 de angajați, care lucrează în cele șase departamente: policlinică, spital, maternitate, ginecologie, copii și recuperare.
În 2012, cifra de afaceri a constituit 7,7 milioane de euro.
Conform publicației Bună Ziua Iași, există pacienți care deplâng de modul în care au fost tratați și costul exagerat al serviciilor.